# IC 2092
IC 2092 је тројна звијезда у сазвјежђу Еридан која се налази на листи објеката дубоког неба у Индекс каталогу.
Деклинација објекта је - 4° 56' 39" а ректасцензија 4h 46m 47,6s.